# Richard Sánchez (meksykański piłkarz)
Richard Sánchez Alcaraz (ur. 5 kwietnia 1994 w Mission Hills) – meksykański piłkarz z obywatelstwem amerykańskim występujący na pozycji bramkarza, od 2024 roku zawodnik amerykańskiego San Antonio FC.
Jego rodzice pochodzą z Meksyku, a on sam urodził się i dorastał w Stanach Zjednoczonych.